# Percy Hamilton (1901–1993)
Sven Henning Percy Hamilton, född den 18 september 1901 i Landskrona, död den 11 november 1993 i Stockholm, var en svensk greve och sjömilitär. Han tillhörde ätten Hamilton.
Hamilton blev fänrik vid flottan 1924, löjtnant där 1926, kapten 1937, kommendörkapten av andra graden 1943 och av första graden 1945. Han var chef för Malmö marina bevakningsområde 1951–1954 och för sjövärnskåren 1956–1961. Hamilton befordrades till kommendör i marinen 1956. Han blev riddare av Svärdsorden 1945 och av Vasaorden 1953.